# Гімн ФК «Барселона»
«Пісня Барси» (кат. Кан дал Барса, Cant del Barça) є офіційним гімном футбольного клубу «Барселона» з 1974 р. Автори слів — Жузеп Марія Аспінас (кат. Josep Maria Espinàs) та Жаума Пікас (кат. Jaume Picas), автор музики — Мануел Бальш (кат. Manuel Valls).
«Пісню Барси» вперше виконано 27 листопада 1974 р. на стадіоні «Камп Ноу» перед грою між командами ФК «Барселона» та Східної Німеччини величезним хором, який нараховував 3,5 тис. осіб. Наступного дня в рамках святкування 75 річниці клубу, так само на стадіоні «Камп Ноу», гімн виконав відомий каталонський співак Жуан Мануел Саррат (кат. Joan Manuel Serrat).

## Слова гімну
| Каталанською | Український дослівний переклад | Транскрипція |
| Tot el camp És un clam Som la gent blaugrana Tant se val d'on venim Si del sud o del nord Ara estem d'acord estem d'acord Una bandera ens agermana. Blaugrana al vent Un crit valent Tenim un nom que el sap tothom Barça, Barça, Barça ! Jugadors Seguidors Tots units fem força Són molts anys plens d'afanys Són molts gols que hem cridat. I s'ha demostrat s'ha demostrat Que mai ningú no ens podrà tòrcer. Blaugrana al vent Un crit valent Tenim un nom que el sap tothom Barça, Barça, Barça ! | Весь стадіон - Одне скандування. Ми — народ синьо-гранатових. Ми прийшли з усіх усюд: з півдня і з півночі. Зараз ми погоджуємося в одному, ми погоджуємося в одному - Ми побраталися під цим прапором. Майорить синьо-червоний прапор, І скандування варте йому. У нас одне ім'я, яке знають усі : Барса, Барса, Барса ! Гравці ! Вболівальники ! Разом — ми сила. Є багато років, повних зусиль, Є багато голів, що ми їх прокричали. А це показало, наочно показало, Що більше ніхто нас не зможе зламати ! Майорить синьо-червоний прапор, І скандування варте йому. У нас одне ім'я, яке знають усі : Барса, Барса, Барса ! | Тот ал камп Ез ун клам Сом ла жєн блауґрáна Тан са бал д'он банíм Сі дал сут о дал норд Ар'астéм д'акóрд, астéм д'акóрд ́Уна бандéра'нс ажєрмáна. Блауґрáна'л бен Ун крі балéн Танíм ун ном к'ал сап тутóм Бáрса, Бáрса, Бáрса ! Жугазóс Саґізóс Тотс унíтс фем фóрса Сон молтс аньш пленс д'афáньш Сон молтс ґолс к'ем крізáт. І с'а дамустрáт, і с'а дамустрáт Ка май нінґý н'анс пудрá тóрса. Блауґрáна'л бен Ун крі балéн Танíм ун ном к'ал сап тутóм Бáрса, Бáрса, Бáрса ! |

## Слухати гімн
- «Пісня Барси»